# 이본 지마
이본 지마(Yvonne Zima, 1989년 1월 16일 ~ )는 미국의 배우이다.

## 출연작

### 영화
- 롱 키스 굿 나잇 - 케이틀린 케인 역
- 파이널 디씨전
- 러브 앤드 섹스
- 아이언맨
- 나이스 가이즈
- 몬스터 프로젝트